# 沈雲英
沈云英（1624年—1660年），小字官弟，浙江绍兴府萧山县（今浙江省杭州市萧山区）人，明朝女性将领，官至游击。曾在湖广永州府道州击退反叛明朝的瑶族军队，保全城池。在丈夫贾万策荆州阵亡后，辞官归里，以教书自给，顺治十六年（1660年）去世。

## 生平

### 出生
沈云英出生于浙江绍兴府萧山县名门长巷沈氏。父亲沈至绪早年客居山东兖州，崇祯四年（1631年）中武进士，崇祯七年（1634年）授湖广永道守备，沈云英随父在任所居住。从小长得身高马大，皮肤黝黑，却性格温顺，喜欢读书，并没有雄才大略，也不擅长射箭骑马。

### 领军
崇祯十一年（1638年），湖广临武县、蓝山县等地的瑶族叛军进攻道州，沈至绪原本计划将敌人在地形险要处予以围歼，而分守湖南道蔡官治却故意不发援军，使沈至绪孤军战死。沈云英情急之下，连夜率领十几名士兵偷袭敌人，斩首三十多级，抢回父亲的尸体，又大开营门，摆出准备决战的样子，敌人不明虚实，慌忙退兵。战后，沈云英向官府诉父功，并向上级控诉蔡官治玩忽职守，还威胁要进京告御状，湖广巡抚等只好向朝廷报告。因蔡官治是東林黨名臣，崇祯帝只是下旨斥责，将其调走，另派曾樱接任，调集三省兵马，平定了叛军。同时追赠沈至绪为昭武将军；命沈云英为游击(軍營將官，地位僅次於參將)，代领其部。

### 出嫁
崇祯十二年（1639年），督师杨嗣昌麾下都司贾万策，在军务交接时认识了沈云英，正好贾万策的妻子去世了，于是想娶沈云英做填房。当时贾万策已经四十岁了，而沈云英只有十八岁，因此沈母黄氏不肯答应。贾万策不肯放弃，又拿出一千两白银作聘禮，并请御史做媒人，崇祯十三年（1640年）春天得以成婚。因为明末军情紧急，离多聚少，相会只有百余日。崇祯十五年（1642年）十二月，贾万策战死荆州，沈云英辞官归里。

### 居乡
沈云英回乡后，初以女工自给，后开设私塾，教授经史和书法，因为是寡妇，所以只教授本族子弟。有族子沈兆阳，向她学习《春秋胡氏传》，成为名士。顺治十六年（1659年）去世，年仅三十八岁。

## 纪念

### 文艺
沈云英是中国历史上少有的女性将领，后人对其传颂很多。戏曲家董榕写有《芝龛记》，以明朝女将秦良玉、沈云英为主角；革命家秋瑾曾写有著名的组诗《题芝龛记八章》来称颂她们，其中一首单独称颂沈云英：“百万军中救父回，千群胡马一时灰。而今浙水名犹在，想见将军昔日才。”；京剧表演艺术家程砚秋以她的故事为原型编演过剧目《沈云英》。

### 遗迹
湖南道州曾建有将沈至绪父女，清朝湘军将领王鑫、周云耀合祀的三忠祠，民国年间因扩建学校被毁。沈云英故里的浙江萧山瓜沥镇长巷村，曾保留有“云英将军讲学处”的石碑，是沈云英开设私塾之地。

### 引用
1. ↑  《萧山长巷沈氏续修宗谱》卷32《明道州守备敕赠昭武将军镇乾沈公传》：“将军讳至绪，字镇乾，少以勇敢闻。长游四方，历抵燕、赵、齐、鲁，遂寄籍兖州，中山东乡试武举，崇祯辛未又中会试进士。”
2. ↑  《道光永州府志·卷八·武备志》：“永道守备三十六人……沈至绪，崇祯七年任。”
3. ↑  《谦斋文集》卷6《女云英传》：“云英身长七尺，面黑无姿容，平居恂恂，下帷读书，非有雄略，弓马亦非所长。”
4. ↑  《道光永州府志·卷十三·良吏传》：“崇祯十年，猺贼犯永州，监司蔡官治御寇败绩。明年，寇益炽，奉檄出师。至绪命宁远卫弁夏某诱贼设伏于险，以待期鸣礟为号，将尽歼焉。且约监司出兵为后劲，逼贼于木垒。夏畏贼弃礟遁，蔡官治忌功不为援，贼遂出险。至绪与贼遇，知必死，尽力血战……遂遇害，贼掠其尸去，时戊寅四月廿五日也。”
5. ↑  《道光永州府志·卷十三·良吏传》：“至绪有女云英，小字官弟，年甫笄，读书知兵，有父风。痛父殁，帅十骑仓促赴贼，贼骇愕。连杀三十余级，负父尸还。”
6. ↑  《西河集》卷97《故明特授游击将军道州守备列女沈氏云英墓志铭》：“归而启营，示以再战，寇避其威，立徙邻郡。”
7. ↑  《道光永州府志·卷十三·良吏传》：“叩大府辕门，挝鼓讼父功，数监司逗遁玩寇罪，且曰：‘吾将走京师愬登闻奏状天子。’”
8. ↑  《道光永州府志·卷十三·良吏传》：“抚按上其事。得旨逮夏于理，斥蔡官治，而调曾樱，敕三省临近兵会剿之，寇始平。至绪得赠昭武将军，荫一子入监。以云英为游击，仍领其部众。”
9. ↑  《萧山长巷沈氏续修宗谱》卷38《遥祭明故夫君实授都司对庭贾公祭文》：“己卯，君镇湖南，英名赫赫，威武桓桓，衡襄六郡，赖君以安。妾报父仇，治兵邂逅，君适丧偶，蹇修来仪。妾年二九，君年四十，吾母固辞。君不能弃，复以千金求媒侍御，庚寅余春，遂偕伉俪。”
10. ↑  《萧山长巷沈氏续修宗谱》卷38《遥祭明故夫君实授都司对庭贾公祭文》：“君勤王事二十年，化为河边之骨；妾侍将军百余日，遗如浪里之萍。”
11. ↑  《萧山长巷沈氏续修宗谱》卷38《遥祭明故夫君实授都司对庭贾公祭文》：“壬午仲冬，仍复原职，立功赎罪。贼兵百万，云集荆南……季冬望后，城陷君死，士卒讣闻，断肠裂腑。”
12. ↑  《皇明四朝成仁录》卷3《道州死事传》：“云英之夫，四川人贾万策者，故阁部督师标大剿营都司也，奉命镇守荆州南门。贼陷荆州，万策遇害。云英因哭辞诏命，领军俟代。”
13. ↑  《谦斋文集》卷6《女云英传》：“家居以女工食足，未尝逾阈也。后以年洊饥，女工不足给，则开塾教女子，以笔墨糊其口者。”
14. ↑  《明遗民录》卷48《沈云英》：“国变后，蠲弃服饰，隐居里门，为女教授。素工书法，旁涉经史，然非本宗子弟不教也。族子兆阳者，从之授《春秋胡氏传》，为知名士。”
15. ↑  《谦斋文集》卷6《女云英传》：“十有六年，年三十八以卒。”
16. ↑  《秋瑾集》。
17. ↑  《程砚秋演出剧目志》。
18. ↑  《礼阏邮斋诗存》：“城隍庙侧三忠祠，奉祀沈将军至绪父女、清王公鑫、周公云耀，崇德报功，非其他淫祀可比。今春某校扩治讲舍，将三公塑像牵仆而推毁之，当事者以为夷灭偶象破迷信矣。”
19. ↑  黄礼宾. . 浙江工人日报. 2017年9月2日  [2017年9月12日]. （原始内容存档于2017年9月12日）.